# Yoğunpelit, Reşadiye
Yoğunpelit là một xã thuộc huyện Reşadiye, tỉnh Tokat, Thổ Nhĩ Kỳ. Dân số thời điểm năm 2011 là 35 người.